# 鲁伍马河
鲁伍马河（又译为鲁伏马河），是东非的一条河流，发源于马拉维湖以东的高原地区，向东流入莫桑比克海峡。
鲁伍马河全长约800公里，形成了坦桑尼亚和莫桑比克之间的天然分界线，河上两国共建有联合大桥。鲁伏马河流域面积约为155,500平方公里，河口径流量约为475立方米/秒。